# Ле Ру, Шарль
Мари-Гийом Шарль Ле Ру (фр. Marie-Guillaume Charles Le Roux; 25 апреля 1814, Нант — 27 февраля 1895, Нант) — французский художник, живописец-пейзажист, и политик. Шарль ле Ру был живописцем, близким барбизонской школе, завсегдатаем парижских салонов, а также агрономом, преданным делу модернизации сельского хозяйства.

## Биография
Шарль Ле Ру происходил из семьи торговцев-кожевников. Он был сыном Мари-Жозефа Шарля Леру, адвоката из Нанта, и Агаты Дессо (дочери владельца торгового судна, которая вместе с Жаном-Жозефом-Луи Грасленом внесла вклад в создание района Граслен).
Получив в 1830 году юридическую степень, Шарль из-за любви к живописи отказался от карьеры адвоката. Будучи учеником Камиля Коро, он с 1834 года стал показывать свои картины в Парижском салоне и получил третью медаль в 1840 году, а затем вторую в 1846 году за оригинальные пейзажи.
Всю свою жизнь он посвятил живописи с изображением берегов реки Луары и деятельности в качестве местного политика. Он работал в районе Нанта, города на реке Луаре в регионе Верхняя Бретань на западе Франции, регулярно приглашая своих друзей Теодора Руссо, Камиля Коро, Гюстава Доре, Луи Каба и других в свои поместья Сулье в Комбране (Де-Севр) и Паскьяо в Корсепте близ Пембефа (Луара-Атлантическая). В 1844 году он женился на молодой креолке Марии Аффиле, дочери врача, у них было трое детей: Шарль, Жозеф и Лоренс.
Будучи богатым землевладельцем, Ле Ру заботился об улучшении сельского хозяйства в своём регионе; Он был мэром Корсепта (1853—1861), затем обосновался в Дё-Севр, где был назначен мэром Серизе (1861—1870) и генеральным советником кантона Шатийон-сюр-Севр (1859—1871).
Заместитель председателя Генерального совета Дё-Севр, он баллотировался на выборах при официальной поддержке в 3-м избирательном округе Дё-Севр. С 1860 по 1870 год он трижды подряд избирался депутатом. В этот период он входил в состав нескольких комиссий и поддерживал строительство железных дорог от Брессюира до Ла-Рош-сюр-Йона. Он голосовал за войну против Пруссии и покинул парламент, когда пала Империя. Он попытался вернуться в партию на выборах в законодательный совет 20 февраля 1876 года и выдвинул свою кандидатуру в округе Брессюир, но проиграл Жюльену де Ларошжаклену.
Он скончался в Нанте и был похоронен на кладбище Мизерикорд. Портрет-медальон, украшающий его надгробие, — работа Шарля-Огюста Лебура.

## Галерея

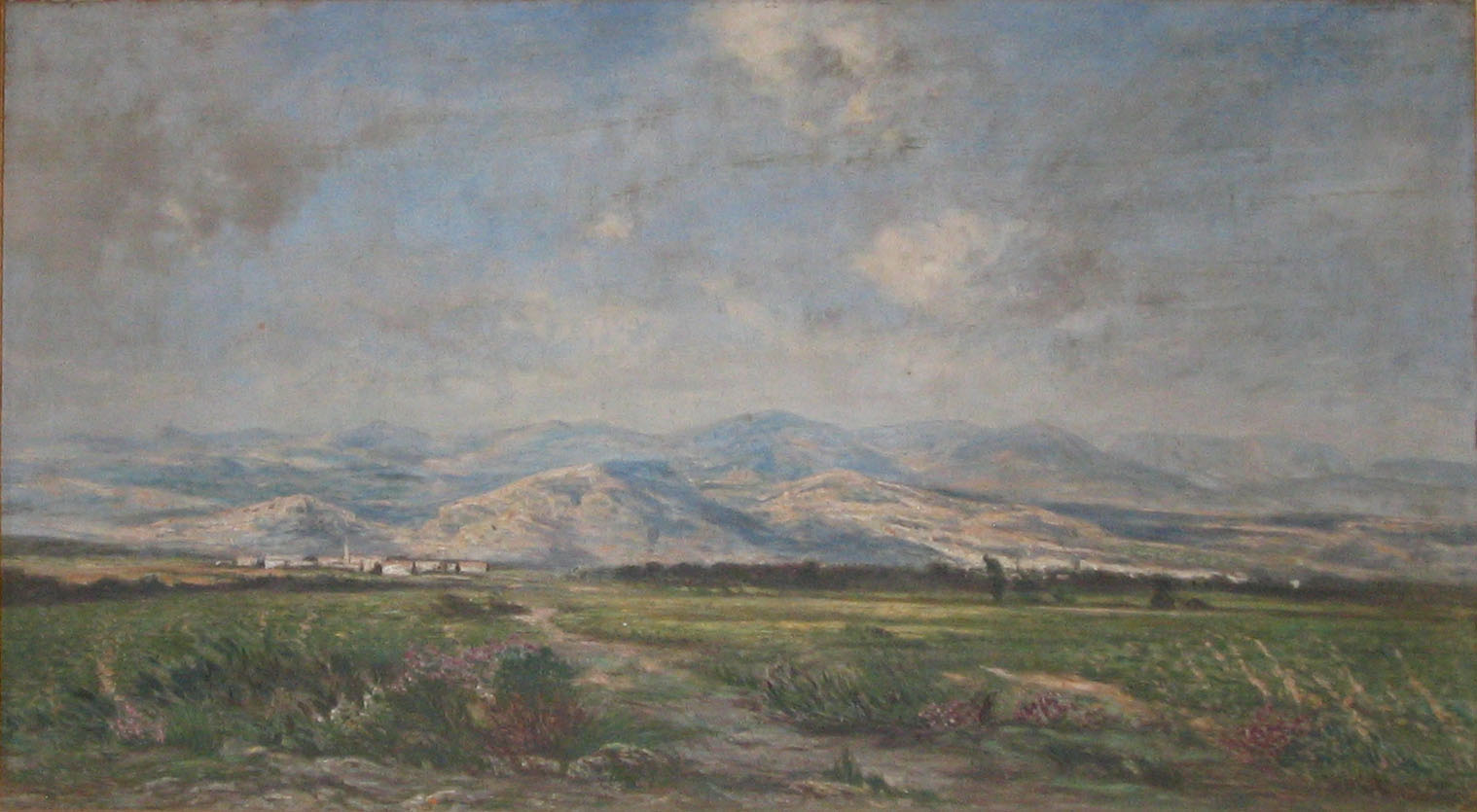
Пейзаж окрестностей Нарбонна. 1883
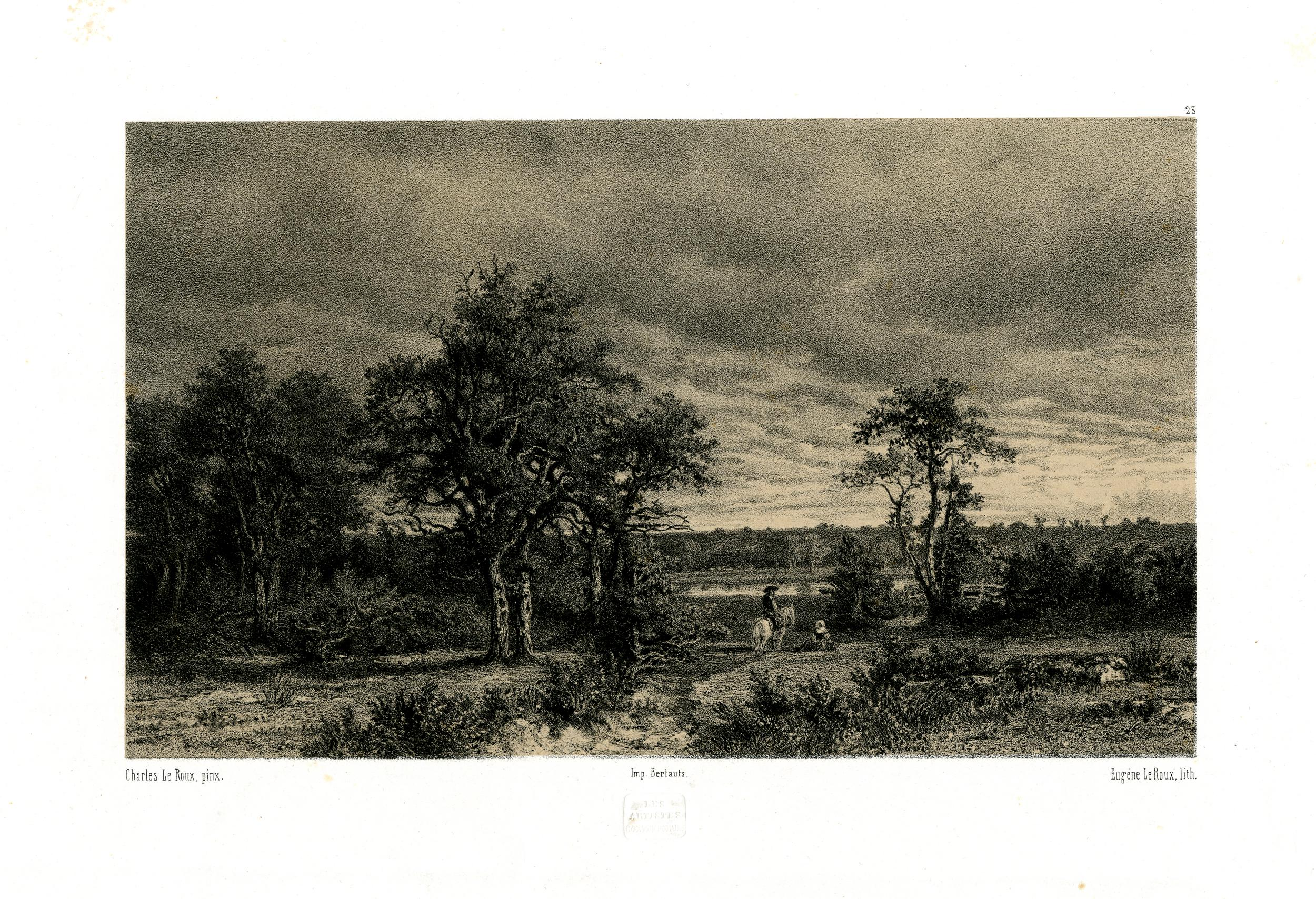
Воспоминание о Бретани. Ок. 1846. Литография
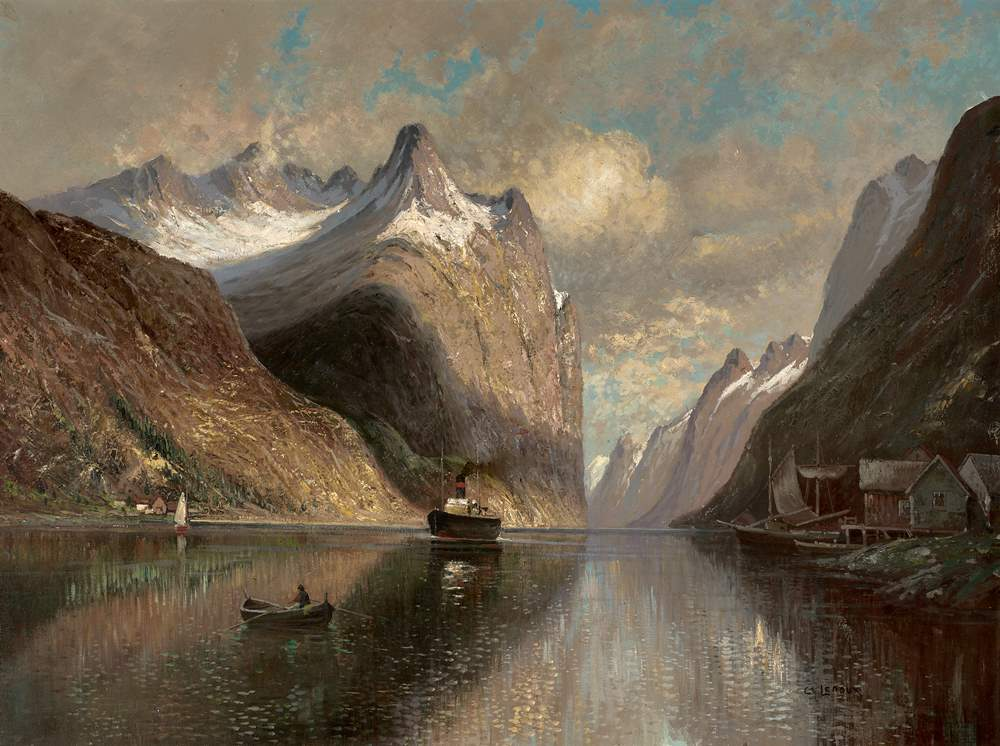
Фиорд. До 1895
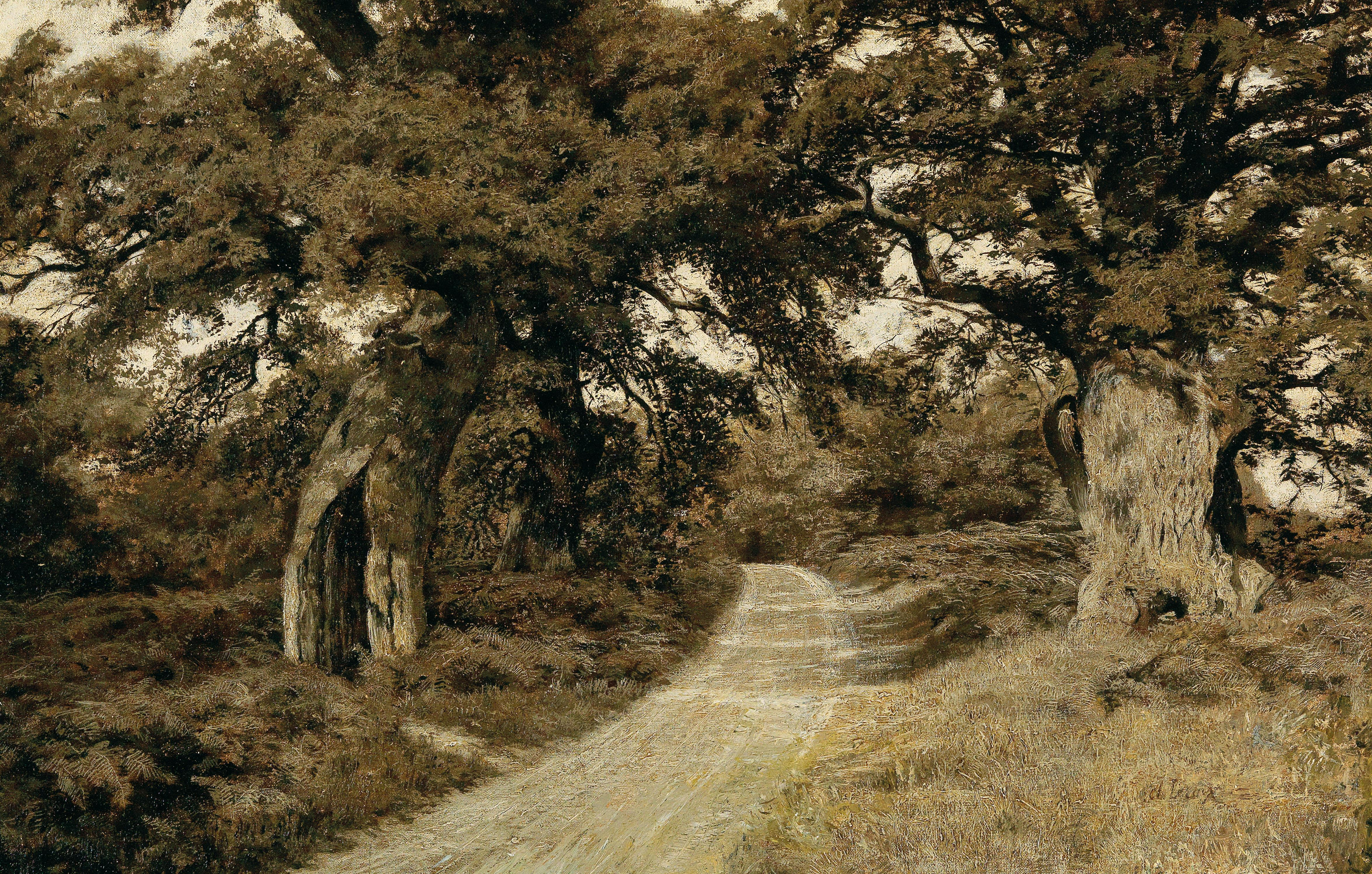
Лунная ночь в лесу. Ок. 1895. Холст, масло. Частное собрание